# Potentilla bifurca
Potentilla bifurca là loài thực vật có hoa trong họ Hoa hồng. Loài này được L. miêu tả khoa học đầu tiên năm 1753.